# Prisyw
Prisyw (russisch Призыв; deutsch Der Aufruf, Der Ruf; wissenschaftliche Transliteration Prizyv)  war eine russischsprachige Tageszeitung in Berlin von 1919 bis 1920.

## Geschichte
Am 22. Juni 1919 erschien die erste Ausgabe von  Prisyw. Herausgeber war Fjodor Winberg. Die Zeitung vertrat radikal antibolschewistische und rechtsnationalistische Positionen. Sie rief russische Militärs in Deutschland dazu auf, wieder aktiv in den Bürgerkrieg gegen die Rote Armee einzutreten. Sie polemisierte gegen andere Nationen wie Esten und Juden. Am 5. Februar 1920 veröffentlichte sie ein angeblich gefundenes interessantes Dokument über Pläne der Juden, die Macht in Russland zu übernehmen. Dieser gefälschte Text wurde später Bestandteil der Protokolle der Weisen von Zion.
Prisyw veröffentlichte auch Lokalberichte aus Berlin, unter anderem über kulturelle Veranstaltungen.
Am 14. März 1920 erschien die letzte Ausgabe.